# 天瑞邨
天瑞邨（英語：Tin Shui Estate），早年曾經命名為「天水邨」，是香港的一個公共屋邨，位於新界元朗區天水圍新市鎮西部，於1989年動工，1993年入伙，共有12座大厦，是天水圍新市鎮的第二個公共屋邨，现由香港房屋委员会负责屋邨管理。

## 屋邨資料

### 樓宇
天瑞邨位於天水圍第16區。住宅大廈合共12座，分為天瑞（一）邨及天瑞（二）邨，約有22,700人居住。分別採用和諧一型及二型設計。各座樓宇於1993年入伙，共有12座36至38層高樓宇，1至3座為第1期、4至7座為第3期、8至9座為第2期、10至12座為第4期。屋邨合共提供7,800伙單位。單位面積介乎182呎至567呎。
| 邨屬         | 樓宇名稱（座號） | 樓宇類型                      | 落成年份 | 層數                   | 每層伙數                 | 單位總數（伙） | 承建商 （地基承建商）      | 提供升降機的廠商 | 期數 |
| ------------ | ---------------- | ----------------------------- | -------- | ---------------------- | ------------------------ | -------------- | -------------------------- | ---------------- | ---- |
| 天瑞（一）邨 | 瑞龍樓（第1座）  | 和諧一型第一代 （第二款設計） | 1993年   | 38                     | 16（1樓） 18（其餘樓層） | 682            | 瑞安建業                   | 日立             | 1    |
| 天瑞（一）邨 | 瑞心樓（第2座）  | 和諧一型第一代 （第二款設計） | 1993年   | 38                     | 16（1樓） 18（其餘樓層） | 682            | 瑞安建業                   | 日立             | 1    |
| 天瑞（一）邨 | 瑞泉樓（第3座）  | 和諧一型第一代 （第二款設計） | 1993年   | 38                     | 16（1樓） 18（其餘樓層） | 682            | 瑞安建業                   | 日立             | 1    |
| 天瑞（一）邨 | 瑞意樓（第4座）  | 和諧一型第一代 （第二款設計） | 1993年   | 38                     | 16（1樓） 18（其餘樓層） | 682            | 瑞安建業                   | 日立             | 3    |
| 天瑞（一）邨 | 瑞勝樓（第5座）  | 和諧一型第一代 （第二款設計） | 1993年   | 38                     | 16（1樓） 18（其餘樓層） | 682            | 瑞安建業                   | 日立             | 3    |
| 天瑞（一）邨 | 瑞國樓（第6座）  | 和諧二型第一代 （第四款設計） | 1993年   | 36（住宅層數：3-36樓） | 18（3-36樓）             | 609            | 瑞安建業                   | 通力             | 3    |
| 天瑞（一）邨 | 瑞財樓（第7座）  | 和諧二型第一代 （第四款設計） | 1993年   | 36（住宅層數：3-36樓） | 18（3-36樓）             | 609            | 瑞安建業                   | 通力             | 3    |
| 天瑞（二）邨 | 瑞輝樓（第8座）  | 和諧二型第一代 （第四款設計） | 1993年   | 36                     | 18                       | 648            | 祥記馮祥 （建新-基利聯營） | 通力             | 2    |
| 天瑞（二）邨 | 瑞豐樓（第9座）  | 和諧二型第一代 （第四款設計） | 1993年   | 36                     | 18                       | 648            | 祥記馮祥 （建新-基利聯營） | 通力             | 2    |
| 天瑞（二）邨 | 瑞滿樓（第10座） | 和諧一型第一代 （第二款設計） | 1993年   | 38                     | 16（1樓） 18（其餘樓層） | 682            | 祥記馮祥                   | 迅達             | 4    |
| 天瑞（二）邨 | 瑞林樓（第11座） | 和諧一型第一代 （特別設計）   | 1993年   | 38                     | 16                       | 608            | 祥記馮祥                   | 迅達             | 4    |
| 天瑞（二）邨 | 瑞業樓（第12座） | 和諧一型第一代 （特別設計）   | 1993年   | 38                     | 16                       | 608            | 祥記馮祥                   | 迅達             | 4    |

（註：因發展計劃第四期內的第13及14座已經轉作居者有其屋計劃屋苑－天愛苑的關係，故此略去部分座號。上述座號是以房屋署Estate Property的記錄為依歸。）
值得一提的是，天瑞邨樓宇是全港首批動工的和諧式大廈，早於1989年3月中已經開始就部份樓宇的地基工程招標（而同年動工的主要仍是後期型設計Y3及Y4型大廈、新長型大廈及相連長型大廈），並於同年7月動工。

## 教育及福利設施
- 陳燕君議員辦事處：新界元朗天水圍天瑞二邨瑞滿樓地下3室
- 湯德駿議員辦事處：新界元朗天水圍天瑞二邨瑞滿樓地下4號

### 幼稚園
- 保良局曾星如幼稚園 （1993年創辦）（位於瑞心樓地下）
- 佳寶幼稚園第三分校（天瑞邨） （1993年創辦）（位於瑞林樓地下）
- 嗇色園主辦可瑞幼稚園 （1993年創辦）（位於瑞勝樓地下）
- 博愛醫院朱國京夫人紀念幼稚園 （1994年創辦）（位於瑞滿樓B及C座地下）

### 小學
- 東華三院姚達之紀念小學（元朗）（1897年創辦，1992年自旺角遷入）
- 樂善堂梁銶琚學校 （1993年創辦）

### 中學
- 圓玄學院妙法寺內明陳呂重德紀念中學（1963年創辦，1993年自屯門遷入）
- 香港中文大學校友會聯會張煊昌中學（1991年創辦，1992年永久校舍啟用）

### 綜合家庭服務中心
- 明愛天水圍綜合家庭服務中心（位於瑞龍樓B及C翼地下）

### 綜合青少年服務中心
- 香港基督教女青年會天水圍綜合社會服務處 （位於天瑞社區中心1、2、4樓）

### 長者鄰舍中心
- 鄰舍輔導會天瑞鄰里康齡中心（位於天瑞社區中心地下及3樓）

### 護理安老院
- 博愛醫院戴均護理安老院 （位於瑞國樓地下至2樓及KW307室）

## 天瑞商場
|      | 場內商戶和設施(部分)                                                                                        |
| ---- | --- |
| 地下 | - 7-Eleven - OK便利店 - 中國銀行 - 包點先生 - 麥當勞 - 大快活 - 美心西餅 - 聖安娜餅屋 - 優品360 - 759阿信屋 |
| 一樓 | - 肯德基 - 百匯軒 - 日本城 - 百佳超級市場                                                                   |

商場樓高兩層，總面積約7000平方米。

### 街市
天瑞街市於2014年5月暫時關閉，耗資1,500萬進行翻新，並於同年7月重新開業，由建華集團管理。翻新後加入多樣新概念，包括每天下午3時至7時引入街市DJ服務，設服務員每日在街市內巡迴公布當日特價貨品兩次；引入電子會員制度，街坊消費儲夠積分可換取禮品；部分攤檔會安裝八達通機。不過有菜檔商戶批評，改裝新街市後租金大升，裝修前每月2萬元，現時月租6萬元。加上商戶現被迫採取薄利多銷政策銷貨，導致工作量增加。

## 康文設施
邨內設有露天劇場、多個兒童遊樂場、足球場、籃球場、排球場、滾軸溜冰場、滑板場、乒乓球檯、卵石路步行徑、健體區、多層停車場、體育館和社區中心。

## 鄰近屋苑

### 公共屋邨
- 天耀邨
- 天華邨

### 居屋屋苑
- 天頌苑
- 天愛苑

## 區議會議席分布
| 年度/範圍    | 年度/範圍                              | 2000-2003 | 2004-2007 | 2008-2011 | 2012-2015 | 2016-2019 | 2020-2023 | 2024-2027          |
| ------------ | -------------------------------------- | --------- | --------- | --------- | --------- | --------- | --------- | ------------------ |
| 天瑞（一）邨 | 瑞龍樓、瑞泉樓、瑞意樓、瑞勝樓及瑞國樓 | 天瑞選區  | 瑞華選區  | 瑞華選區  | 瑞華選區  | 瑞華選區  | 瑞華選區  | 天水圍北選區       |
| 天瑞（一）邨 | 瑞心樓                                 | 天瑞選區  | 瑞愛選區  | 瑞愛選區  | 瑞愛選區  | 瑞愛選區  | 瑞愛選區  | 天水圍南及屏廈選區 |
| 天瑞（一）邨 | 瑞財樓                                 | 瑞愛選區  | 瑞愛選區  | 瑞愛選區  | 瑞愛選區  | 瑞愛選區  | 瑞愛選區  | 天水圍南及屏廈選區 |
| 天瑞（二）邨 |                                        | 瑞愛選區  | 瑞愛選區  | 瑞愛選區  | 瑞愛選區  | 瑞愛選區  | 瑞愛選區  | 天水圍南及屏廈選區 |

## 事件

### 地基工程受阻
1990年6月，天瑞邨瑞龍樓、瑞心樓、瑞泉樓及姚達之紀念小學完成打樁後的地基報告，顯示若干樁柱因複雜地質，在打入預定深度前已經受損，甚至需要中止打樁。然而，由於承建商在發現上述情況後，隨即進行糾正工程，有關問題並未對樓宇安全構成影響。

### 商場地盤火災
1991年11月2日晚上10時16分，建築中的天瑞商場發生三級火警，經5個半小時灌救後熄滅。由於火勢異常猛烈，房屋署唯恐火警波及樁柱等結構，事後要為天瑞商場進行緊急結構檢查，並進行緊急修繕工程，導致承建商因而延遲交樓。

### 五口燒炭命案
1999年6月9日，瑞心樓18樓1804室發生五口燒炭命案，死者包括43歲男子、其39歲妻子及三名年齡介乎9至12歲的兒子。此案事因疑源於男戶主沉迷賭博及過度借貸，導致債台高築，遂與家人一同燒炭自盡。警方將案件列為兇殺及自殺案。

### 麥當勞圍毆命案
2008年10月1日，小混混吳柏麟（18歲）因為不滿女友與前男友「小強」藕斷絲連，與朋友在天瑞商場的露天廣場冤家路窄遇上「小強」一幫人，隨即發生推撞，不歡而散。至10月2日凌晨時份，吳柏麟在天瑞商場的麥當勞發現「小強」的朋友潘嘉恩（25歲），便召來另外8名朋友共9人一同圍毆潘嘉恩，更在麥當勞內拾起各種雜物如麵包托盤、雨傘架充當武器。潘嘉恩頭部重創，留醫3天後不治。經過約10年時間，涉案的其中8名成員先後被拘捕及起訴，分別有4人被判謀殺罪成而終身監禁，另有4人被判誤殺罪成，判監4至5年6個月不等。現時仍有1名涉案人士正在潛逃。

### 防暴警察在邨內施放催淚彈
2020年2月4日晚上，邨內晚上有人群聚集，抗議港府未有封閉較接近天水圍的深圳灣口岸，但結果演變成警民衝突。當晚約10時，一眾防暴警員於天瑞邨集結，向街坊、記者作出搜身甚至拘捕，當中大量前線警員不斷主動衝向人群，施放胡椒噴霧 ， 又以催淚彈、橡膠子彈等公然在住宅範圍對市民施放。多名議員及急救員協助途人離開時，一名警員捉住元朗區議員伍健偉並對其眼部噴射胡椒噴霧，其後身體亦多處受傷，需要送院治理。明報記者一度被警員截查及以胡椒噴霧指向。

### 吊船工人在狂風下半空飄盪
2025年3月15日，香港多區出現狂風大雨，瑞心樓有工作中的吊船在半空不斷搖擺，期間吊船多次撞向樓宇外牆，但沒有對外牆造成嚴重損毀。最終工人成功返回安全位置，沒有受傷。工業傷亡權益會認為事件反映公司安全管理有問題，要求房署檢討指引。

## 外部連結
- 房委會天瑞（一）邨資料（页面存档备份，存于）
- 房委會天瑞（二）邨資料（页面存档备份，存于）